# Кубок УРСР з футболу 1991
Кубок УРСР з футболу проходив з 30 березня по 24 листопада 1991 року. У турнірі брали участь 26 команд.
Переможцем стала команда «Темп» з Шепетівки (головний тренер — Іштван Секеч).

## 1/16 фіналу
| Команда 1                   | Заг. | Команда 2                        | 1-й матч | 2-й матч |
| --------------------------- | ---- | -------------------------------- | -------- | -------- |
| СКА (Київ)                  | 3:4  | «Океан» (Керч)                   | 2:4      | 1:0      |
| «Вагонобудівник» (Стаханов) | 1:0  | «Поділля» (Хмельницький)         | 0:0      | 1:0      |
| «Кривбас» (Кривий Ріг)      | 3:2  | «Хімік» (Сєвєродонецьк)          | 1:2      | 2:0      |
| «Полісся» (Житомир)         | 6:4  | «Кристал» (Херсон)               | 5:1      | 1:3      |
| «Динамо» (Біла Церква)      | 2:6  | «Прикарпаття» (Івано-Франківськ) | 0:2      | 2:4      |
| «Сталь» (Алчевськ)          | 2:3  | «Зірка» (Кіровоград)             | 0:2      | 2:1      |
| «Маяк» (Очаків)             | 1:6  | «Нафтовик» (Охтирка)             | 1:1      | 0:5      |
| «Маяк» (Харків)             | 2:3  | «Дніпро» (Черкаси)               | 1:0      | 1:3      |
| «Закарпаття» (Ужгород)      | 2:0  | «Шахтар» (Павлоград)             | 0:0      | 2:0      |
| «Колос» (Нікополь)          | 1:2  | «Десна» (Чернігів)               | 1:1      | 0:1      |

Також без ігор в наступний круг вийшли: «Верес» (Рівне), «Чайка» (Севастополь), «Карпати» (Кам'янка-Бузька), «Приборист» (Мукачеве), «Темп» (Шепетівка) та «Автомобіліст» (Суми).

## 1/8 фіналу
| Команда 1                        | Заг. | Команда 2                   | 1-й матч | 2-й матч |
| -------------------------------- | ---- | --------------------------- | -------- | -------- |
| «Верес» (Рівне)                  | 6:2  | «Чайка» (Севастополь)       | 2:1      | 4:1      |
| «Десна» (Чернігів)               | 7:1  | «Вагонобудівник» (Стаханов) | 5:1      | 2:0      |
| «Полісся» (Житомир)              | 2:3  | «Кривбас» (Кривий Ріг)      | 2:1      | 0:2      |
| «Прикарпаття» (Івано-Франківськ) | 3:4  | «Зірка» (Кіровоград)        | 1:3      | 2:1      |
| «Нафтовик» (Охтирка)             | 6:2  | «Дніпро» (Черкаси)          | 3:1      | 2:1      |
| «Закарпаття» (Ужгород)           | 6:3  | «Приборист» (Мукачеве)      | 2:2      | 4:1      |
| «Темп» (Шепетівка)               | 2:1  | «Автомобіліст» (Суми)       | 0:1      | 2:0      |
| «Карпати» (Кам'янка-Бузька)      | -:+  | «Океан» (Керч)              | -:+      | -:+      |

## 1/4 фіналу
| Команда 1            | Заг. | Команда 2              | 1-й матч | 2-й матч |
| -------------------- | ---- | ---------------------- | -------- | -------- |
| «Океан» (Керч)       | 0:4  | «Верес» (Рівне)        | 0:3      | 0:1      |
| «Десна» (Чернігів)   | 1:1  | «Кривбас» (Кривий Ріг) | 1:1      | 0:0      |
| «Зірка» (Кіровоград) | 2:4  | «Нафтовик» (Охтирка)   | 2:3      | 0:1      |
| «Темп» (Шепетівка)   | 4:3  | «Закарпаття» (Ужгород) | 4:2      | 0:1      |

## 1/2 фіналу
| Команда 1              | Заг. | Команда 2          | 1-й матч | 2-й матч |
| ---------------------- | ---- | ------------------ | -------- | -------- |
| «Нафтовик» (Охтирка)   | 3:4  | «Темп» (Шепетівка) | 2:1      | 1:3      |
| «Кривбас» (Кривий Ріг) | 3:5  | «Верес» (Рівне)    | 3:0      | 0:5      |

## Фінал
| Команда 1       | Заг. | Команда 2          | 1-й матч | 2-й матч |
| --------------- | ---- | ------------------ | -------- | -------- |
| «Верес» (Рівне) | 2:3  | «Темп» (Шепетівка) | 1:2      | 1:1      |

| Перший матч 28 листопада 1991 |

| «Верес»         | 1 – 2 | «Темп»                       |
| --------------- | ----- | ---------------------------- |
| Сарнавський 22' |       | Довгалець 31' Бондаренко 81' |

| «Авангард» (Рівне) Глядачів: 4 277 Арбітр: В. Шевченко (Київ) |

«Верес»: Сироквашко, Сарнавський, Лень (Дем'янчук, 60), Павлючук, Ушмаєв, Грицаюк, Лобас (Кучер, 20), Новак, Кобанец, Різник (Бондар, 55), Манькута.
«Темп»: Морозов, Соловйов, Романов, Бондаренко, Пархомчук (Панасюк, 83), Сечін, Тімощук, Черняк, Бабин (Балюк, 84), Довгалець, Заруцький.
 Сарнавський, Черняк.
| Другий матч 28 листопада 1991 |

| «Темп»         | 1 – 1 | «Верес»      |
| -------------- | ----- | ------------ |
| Бондаренко 57' |       | Манькута 29' |

| «Поділля» (Хмельницький) Глядачів: 4 500 Арбітр: В. Онуфер (Ужгород) |

«Темп»: Морозов, Соловйов, Романов, Бондаренко, Пархомчук, Сечин, Тимощук, Козлов (Балюк), Бабин, Довгалець, Заруцький.
«Верес»: Сироквашко, Вільчинський, Лень (Дем'янчук), Павлючук, Ушмаєв, Грицаюк, Лобас, Новак, Кабанець (Петрик), Резник, Манькута (Бондар).